# Хоук (бронепалубен крайцер)
Хоук (на английски: HMS Hawke) e бронепалубен крайцер от 1-ви ранг, на Британския Кралски флот, кораб от типа „Едгар“, шестия кораб на серията, който става известен най-вече с инцидента си с лайнера „Олимпик“.

## История на службата
В периода 1897 – 1898 г., под командването на сър Ричард Пур, участва в операцията по създаването на Критската държава. Транспортира гръцки войски от залива Плантания обратно в Гърция.

### Сблъсъкът с „Олимпик“
На 20 септември 1911 г., под командването на Виктор Блант, в залива Солент се сблъскват „Хоук“ и лайнерът на компанията White Star Line „Олимпик“. Крайцерът е със силно повреден нос. Последвалото съдебно дело завършва с присъда за вина на пътническия кораб.
Причината за сблъсъка е „засмукване (притегляне) на корабите“ – хидродинамично притегляне между плавателни съдове, които вървят по паралелни курсове. Основна причина за засмукването е специфичното разпределение на зони с повишено и понижено налягане на водата около корпуса на самоходен моторен съд. Описание на засмукването влиза във всички съвременни учебници по корабоплаване, но в началото на 20 век явлението е неизучено.
Засмукването действа по-силно на съда с по-малка водоизместимост и води до рязко влошаване на управляемостта му, поради тази причина в съвременните учебници по корабоплаване се изисква от по-малкия съд, при изпреварване, да извършва маневрата на максимална отдалеченост и при минимална възможна скорост.
По този начин, от гледната точка на съвременното корабоплаване, виновник за сблъсъкът е „Хоук“, който изпълнява изпреварване в опасна близост на съд с по-голяма дължина и водоизместимост.
Известният съветски популяризатор на физиката Яков Перелман описва този сблъсък в една от неговите книги, обяснявайки го с чисто физичен ефект – ефекта на Вентури за всмукващото действие на течащата вода.

### Гибел
Към момента на започване на Първата световна война „Хоук“, под командването на капитан Хю Уильямс, се намира в Северно море. На 14 октомври 1914 г. той е потопен от немската подводница U-9. Първото торпедо е насочено към стоящия в съседство „Тезей“, но попада в „Хоук“, предизвиквайки огромен взрив, който предизвиква бързо наводняване и преобръщане на крайцера. От 594 души, намиращи се на борда, от водата са извадени само 70 души, един от които умира от своите рани на следващия ден. Останалите, в т.ч. и командирът на кораба, загиват.